# Mirage Falls
Die Mirage Falls sind ein Wasserfall bislang nicht ermittelter Fallhöhe im Westland District in der Region West Coast auf der Südinsel Neuseelands. Nördlich des 1898 m hohen Mount Millington in den Neuseeländischen Alpen liegt er im Lauf eines namenlosen Bachs, der kurz hinter dem Wasserfall in nördlicher Fließrichtung in den Otoko River mündet.